# Бак, Брюс
Брюс Бак (англ. Bruce Buck) — британский юрист и футбольный менеджер американского происхождения.
Окончил юридический факультет Университета Колгейта (1967), получил степень доктора права в Колумбийском университете (1970). В 1983 году был командирован в Лондон американской юридической конторой White & Case. В 1988 году был приглашён в качестве одного из руководителей новосозданного лондонского офиса американской юридической конторы Skadden, Arps, Slate, Meagher & Flom, где и работает по сей день. Как юрист (адвокат) практикует в странах Европейского союза по вопросам международной конкуренции, европейских слияний и поглощений, проектного финансирования, капитальных рынков, а также приватизации.
По приглашению Романа Абрамовича, с которым Баку доводилось работать как юристу в бытность того владельцем компании «Сибнефть», Бак занял в 2004 году пост президента футбольного клуба «Челси».